# Sankt Laurentius klosterträdgård

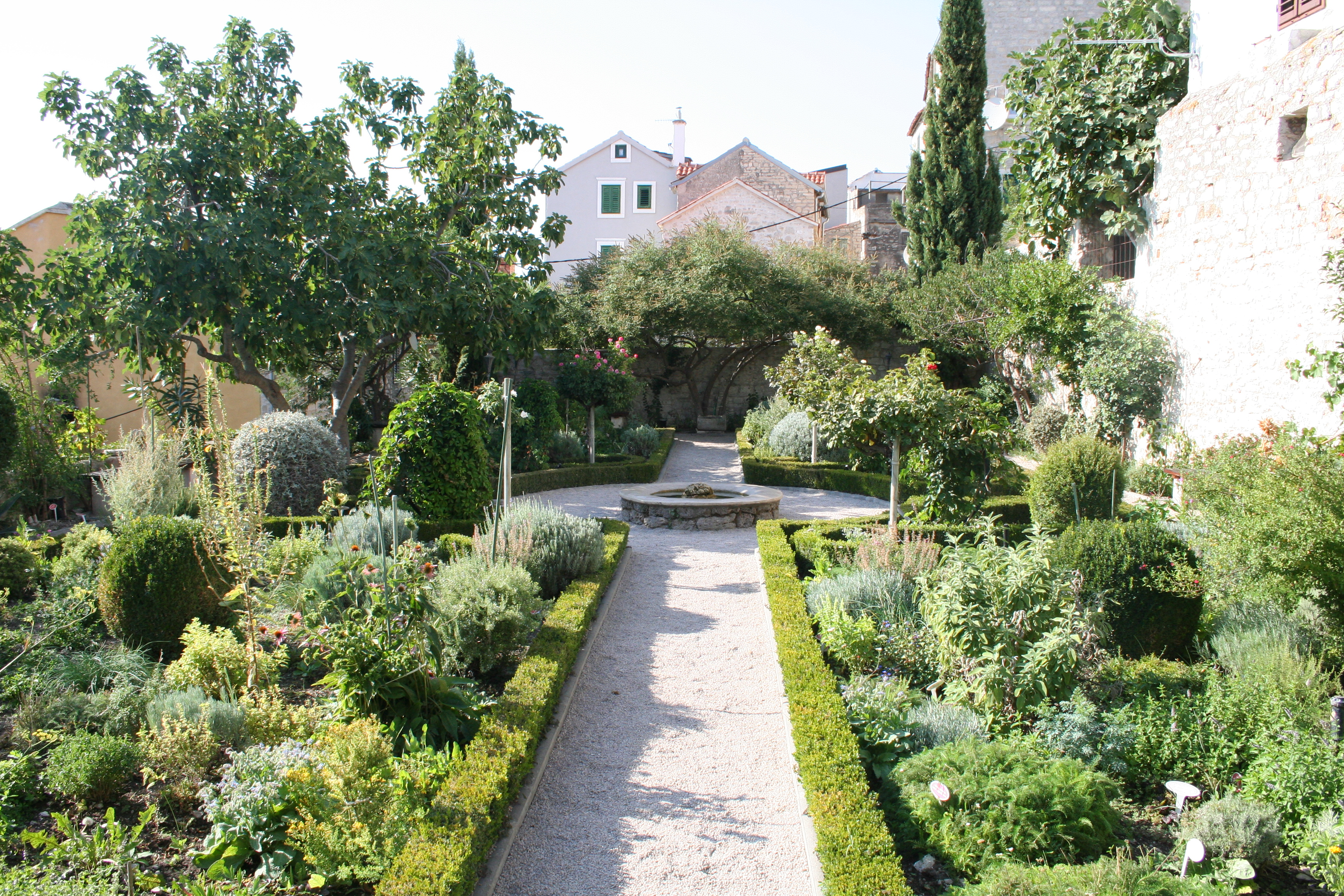
Den centrala delen av Sankt Laurentius klosterträdgård år 2017.

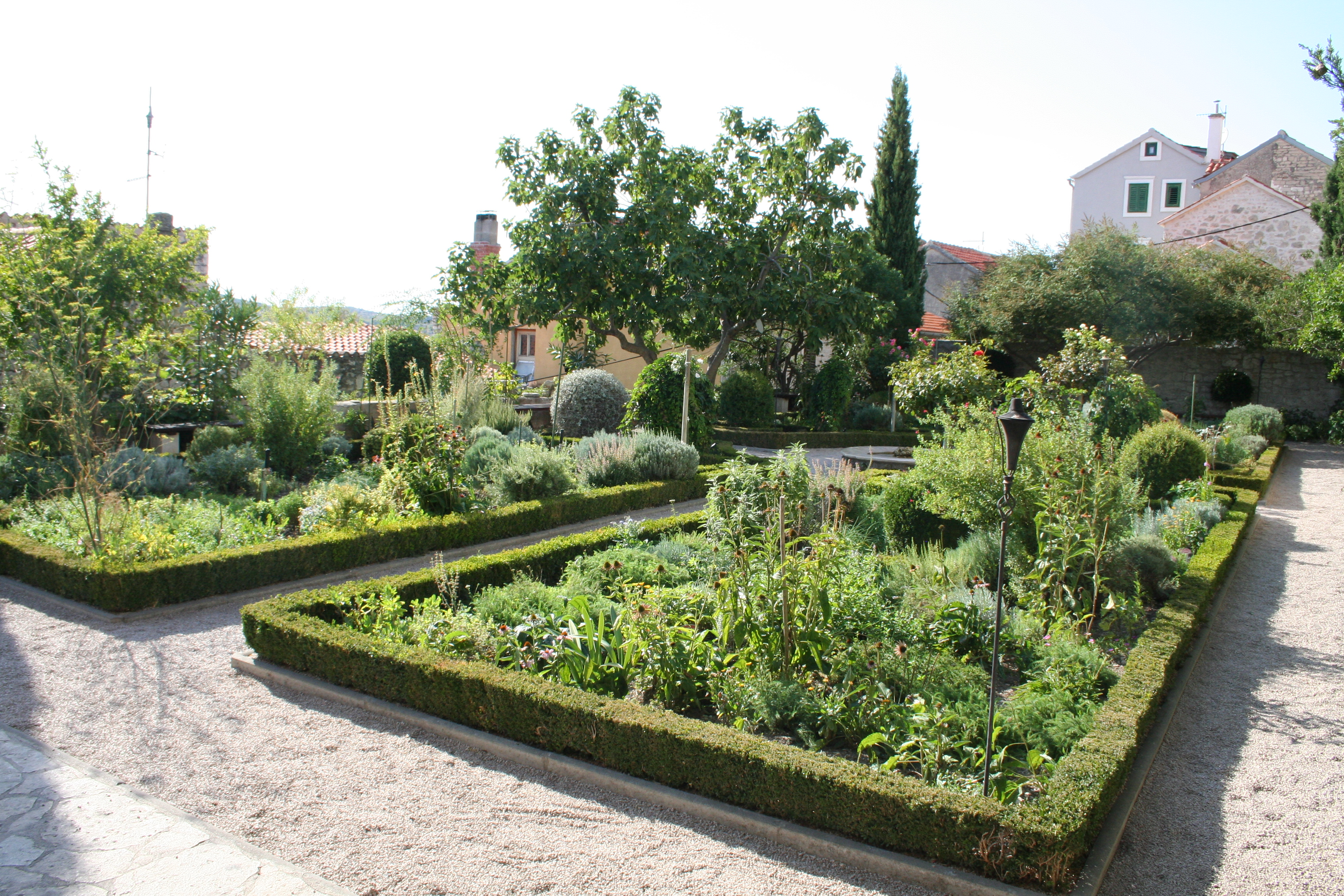
Klosterträdgårdens västra del år 2017.

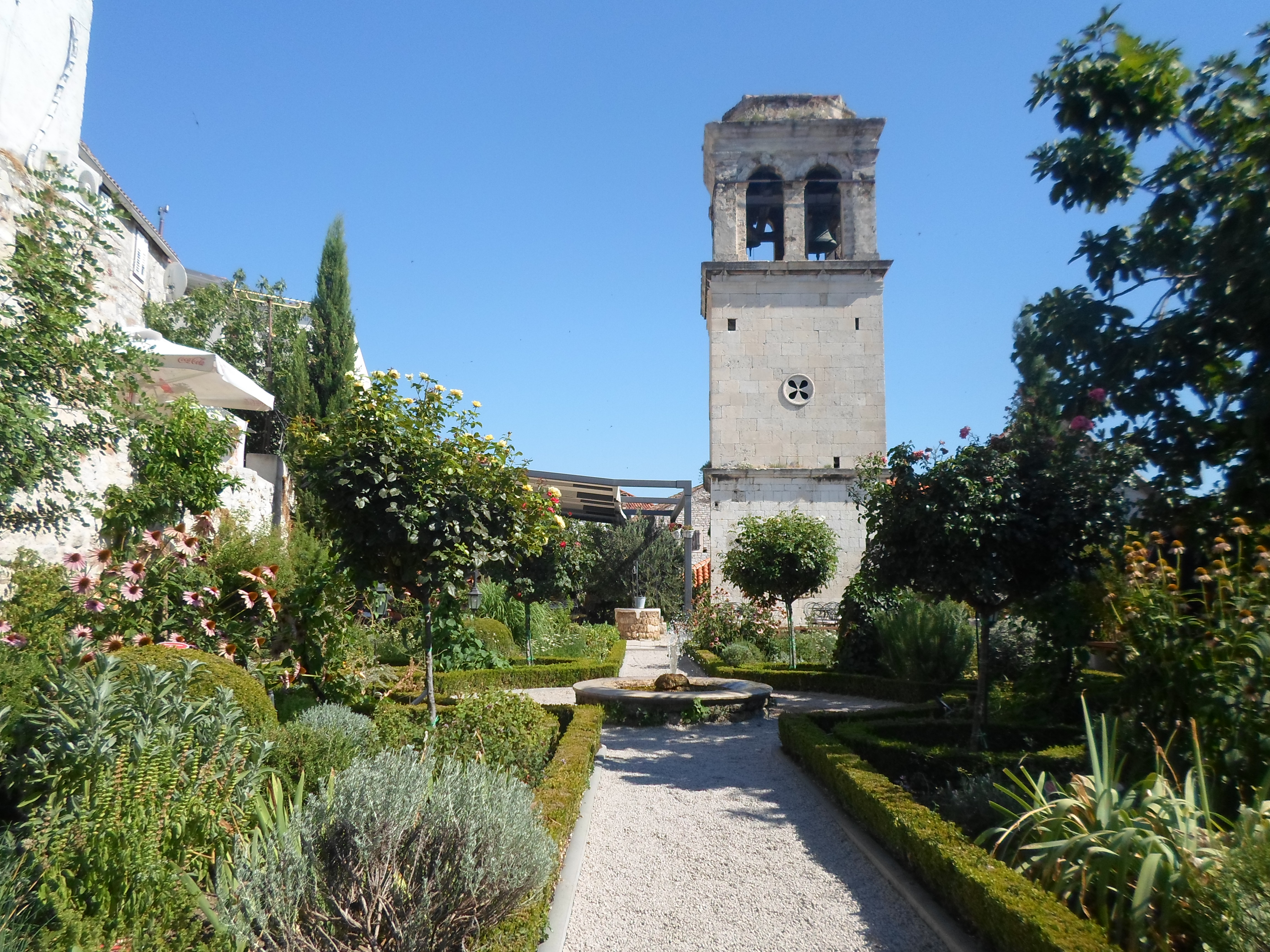
Trädgårdens södra del år 2013.

Sankt Laurentius klosterträdgård (kroatiska: Samostanski vrt svetog Lovre), i turistsammanhang och av marknadsföringsskäl även kallad Sankt Laurentius medeltida mediterranska klosterträdgård (Srednjovjekovni samostanski mediteranski vrt svetog Lovre), är en klosterträdgård i Šibenik i Kroatien. Den är en integrerad del av Sankt Laurentius forna franciskanerkloster och dess skötsel ingår som en del av utbildningsprogrammet för elever vid Sankt Laurentius privata gymnasium. Klosterträdgården är tillgänglig för allmänheten och är en av stadens turistattraktioner.  

## Historik
Sankt Laurentius klosterträdgård var bortglömd under nästan ett århundrade. På 2000-talet togs initiativ till dess restaurering och den välrenommerade kroatiske landskapsarkitekten Dragutin Kiš, vinnaren av Flora Award i Japan år 2000, gavs uppdraget att återställa trädgården. Den 6 november 2007 återinvigdes klosterträdgården.

## Beskrivning
Trädgården är unik i Kroatien såtillvida att den följer den typiska medeltida planläggningen för klosterträdgårdar. Den har en enkel planlösning, korsformad gång, en liten och centralt placerad fontän och är omgiven av berberis och röda rosor.
Klosterträdgården är uppdelad i fyra sektioner med medicinalväxter och örter. En särskild plats har tilldelats för sortimentet av timjan i en uppsättning växter med mörkgröna bladverk. I de omgivande stenmurarnas gap och sprickor växer kapris. De har planterats där som en hyllning till den medeltida arkitekten Juraj Dalmatinac som enligt legenden sägs ha varit den förste att introducera kapris i Šibenik.